# Marcillé-Raoul
Marcillé-Raoul település Franciaországban, Ille-et-Vilaine megyében. Lakosainak száma 737 fő (2022. január 1.). Marcillé-Raoul Bazouges-la-Pérouse, Dingé, Feins, Noyal-sous-Bazouges, Saint-Léger-des-Prés, Saint-Rémy-du-Plain és Sens-de-Bretagne községekkel határos.

## Népesség
A település népességének változása:
| Lakosok száma | 712  | 677  | 683  | 783  | 797  | 796  | 766  | 743  | 735  | 737  |
|               | 1968 | 1982 | 1990 | 2006 | 2013 | 2015 | 2017 | 2019 | 2020 | 2022 |